# Mutasiva

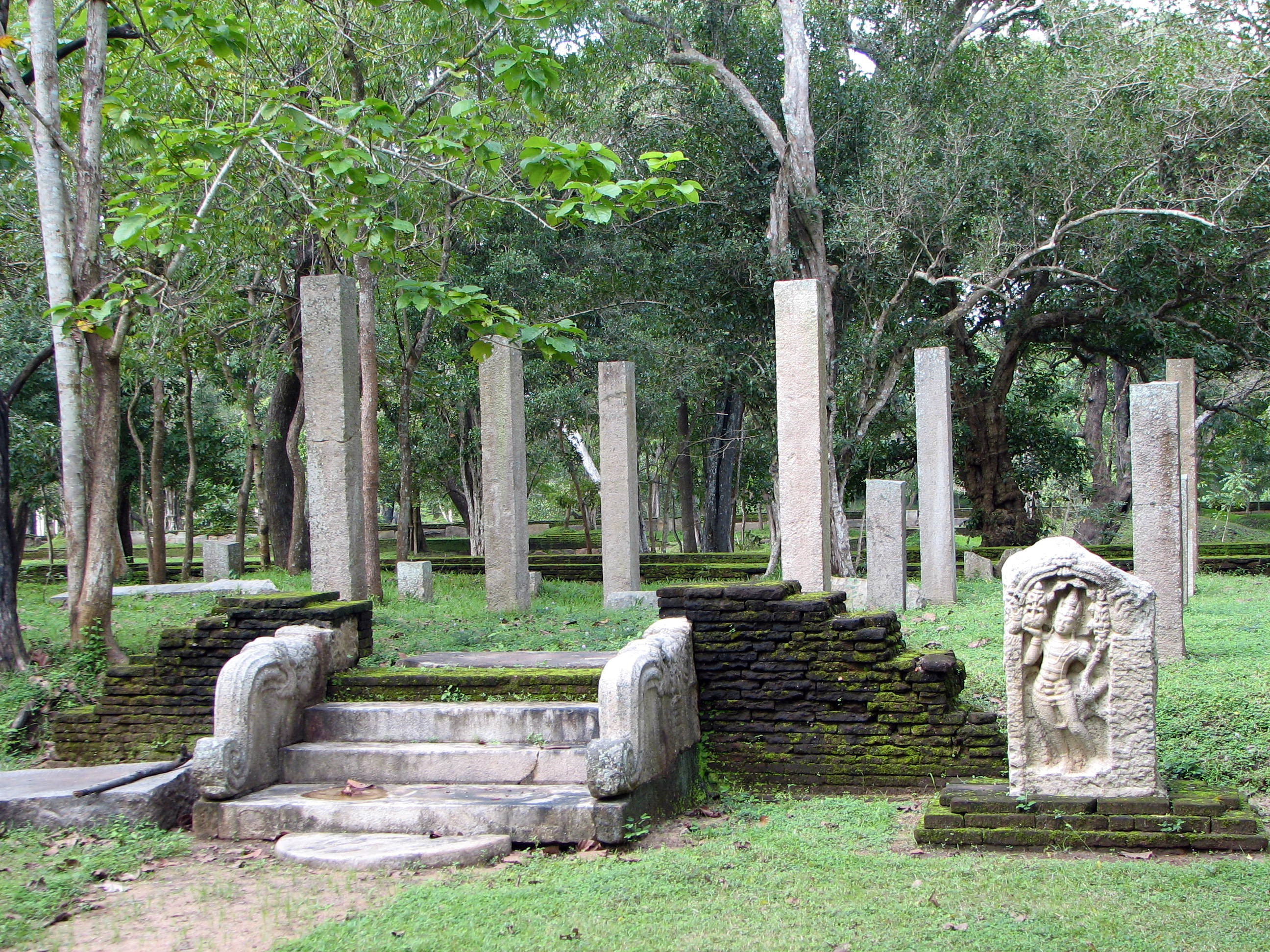
Mahamevnawa Park w Anuradhapurze

Mutasiva (syng. මුටසීව; ur. przed 380 p.n.e., zm. ok. 307 p.n.e.) – król Sri Lanki w latach 367–307 p.n.e.. Według kroniki Mahawansa był synem i następcą króla Pandukabhaya i jego małżonki Swarnapali, rezydował w Anuradhapurze, skąd rządził równe 60 lat.
Według innych przekazów był jedynym synem Gantissy a wnukiem Panukabhayi.
Z bliżej nieznaną małżonką miał 10 synów (Abhaya, Devanampiya Tissa, Maha-Naga, Uttiya, Mattabhaya, Mitta, Mahasiva, Asela, Sura-Tissa oraz Kira) i dwie córki (Anula i Sivali).
Jego jedyną istniejącą do dziś pozostałością jest Mahamevnawa Park w Anuradhapurze, przez co należy do pierwszych władców w ogóle, którzy zostali zapisani w kronikach przez założenie parku. Założył on jeszcze jeden park, zwany Nandana poza murami Anuradhapury. Natomiast jego panowanie przeszło do historii jako czas pokoju i świetności.